# Pyramide d'Amény-Qémaou
La pyramide d'Amény-Qémaou est de type « à faces lisses » et se situe à Dahchour. Elle fut découverte par Charles Arthur Musès en 1957. Il ne reste quasiment rien de la superstructure. Par ailleurs, les infrastructures, toujours en place, sont typiques des pyramides de la fin de la XIIe dynastie et de la XIIIe dynastie. Le caveau fut taillé dans un bloc monolithique de quartzite de manière à recevoir le corps du pharaon qui fut très probablement inhumé là, à en juger par la présence de fragment humains. Les pilleurs ont laissé la caisse des vases canopes portant la titulature du pharaon.

## La pyramide

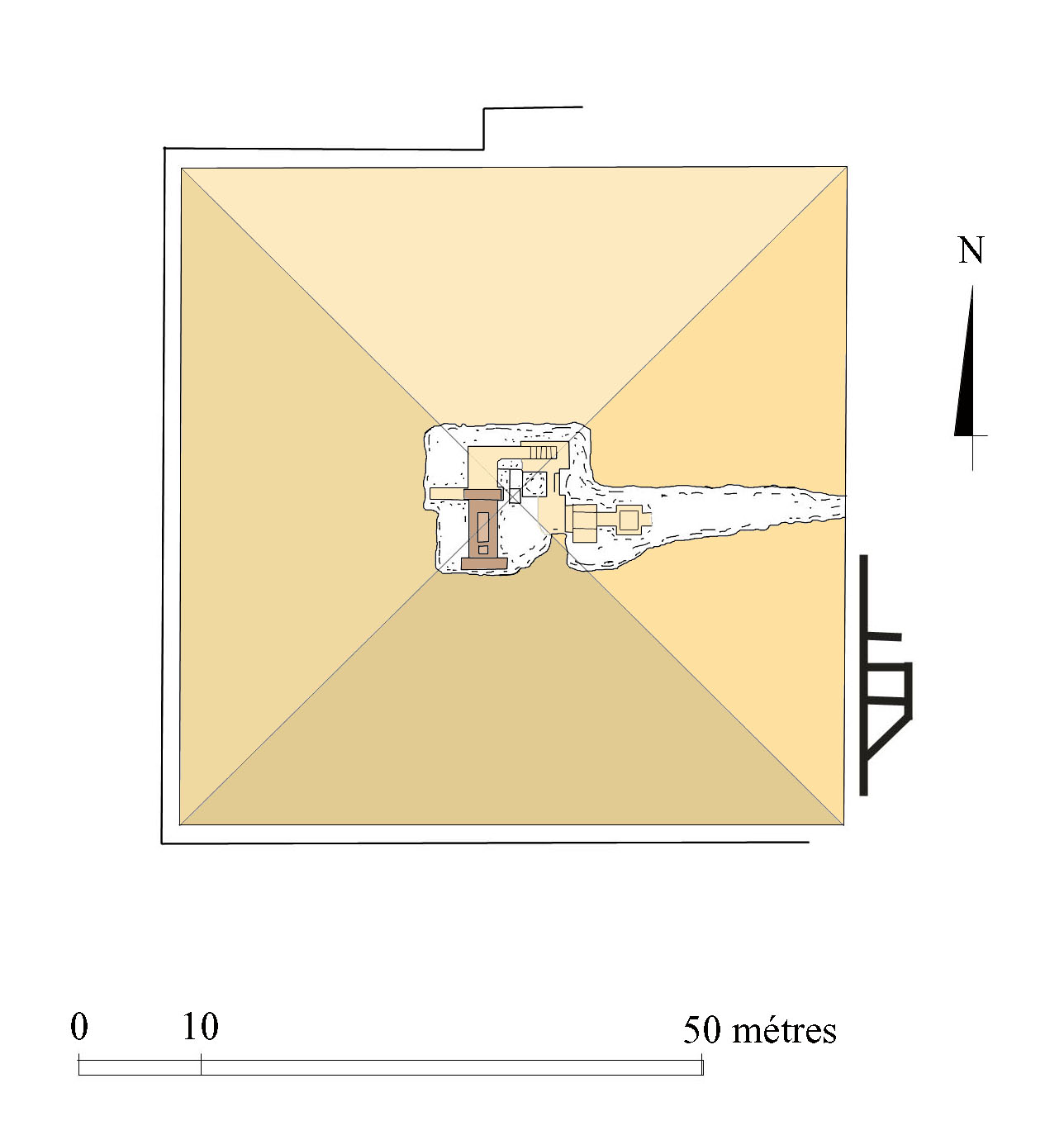
Plan de la pyramide

La pyramide fut construite en briques crues sur une éminence rocheuse. La base mesurait approximativement, parement d'origine compris, 52,40 mètres de côté soit cent coudées. Le carré du massif interne n'est pas parfait, le côté nord mesurant 44,20 mètres, celui du sud 44,80 mètres, celui de l'ouest 45,30 mètres et enfin celui de l'est 45,20 mètres. Le plan général des infrastructures est très semblable au plan de la pyramide nord de Mazghouna. Une tranchée fut creusée à partir de la face est afin d'accueillir la descenderie menant aux appartements ; une autre fut pratiquée au centre de la pyramide et destinée au caveau. Ces deux tranchées ne communiquaient pas, une partie des infrastructures se situant au niveau du sol. À partir de l'entrée, située autrefois sur la face est du monument, une descenderie d'une dizaine de mètres aboutissait à une première chambre à herse empêchant le passage au niveau supérieur. Les plans de Nabil Swelim décrivent un système original et inédit de fermeture. La herse n'aurait pas été amenée à sa position finale par glissement sur sol incliné comme il est de coutume au Moyen Empire, mais par déplacement vertical, la herse ayant été maintenue suspendue jusqu'aux funérailles. Le niveau supérieur consiste tout d'abord en un tronçon horizontal aboutissant à un deuxième passage à herse, cette fois-ci classique, en position inclinée. Un nouveau palier était à franchir pour traverser successivement deux antichambres, disposées suivant l'axe sud-nord et situées au niveau du sol extérieur.

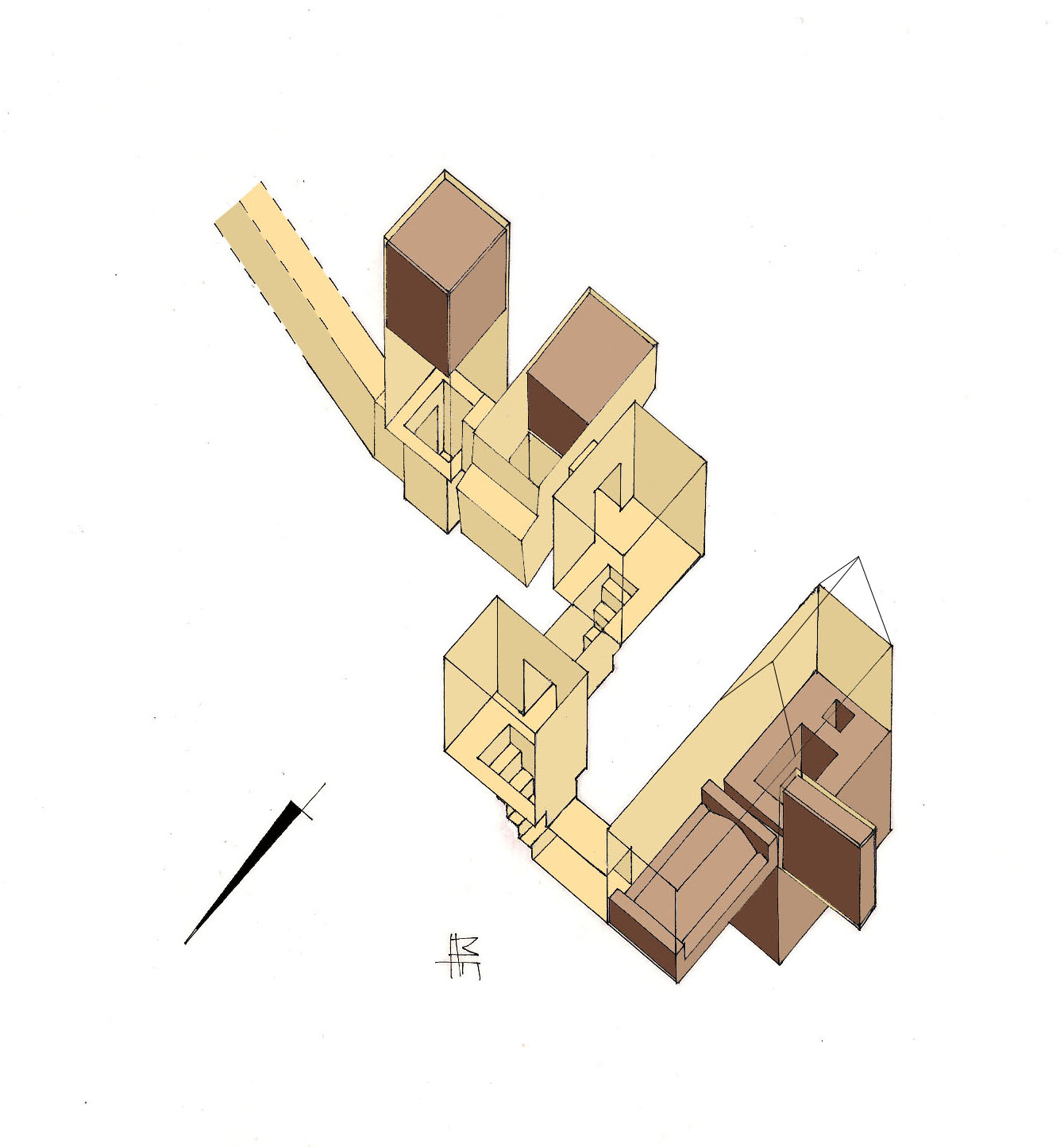
Vue axonométrique des appartements funéraires (reconstitution)

Ces deux antichambres possédaient deux escaliers conduisant au niveau inférieur dans lequel se trouve encore le caveau royal, une immense cuve monolithique de quartzite évidée de manière à recevoir le sarcophage et la caisse à canopes.
Le caveau était protégé par un système que l'on retrouve à la pyramide nord de Mazghouna et à la pyramide inachevée de Saqqarah sud. Une dalle en granit transversale, faisant figure de herse, condamnait l'accès au caveau une fois les funérailles accomplies.
Malgré l'état de délabrement très avancé, les ruines ont livré aux archéologues des fragments importants de la caisse à vases canopes, un morceau de calcite provenant d'une table d'offrandes, des fragments de jarres. Leurs reconstitutions ont permis de donner avec certitude un nom au destinataire du monument des formules inscrites se terminant par « Amény-Kémaou, juste de voix ». Nabil Swelim, par une analyse épigraphique, a cru pouvoir placer avec une précision toute relative le règne de ce souverain entre celui d'Amenemhat III et celui de Néférousobek, la souveraine qui fut ensevelie dans la pyramide nord de Mazghouna. Sa conclusion fragile est mise en défaut par Ryholt qui voit en lui un souverain de la XIIIe dynastie, successeur d'Amenemhat V.